# Basiliuskathedraal (Vitebsk)
De Basiliuskathedraal of Pokrovkathedraal (Wit-Russisch: Пакроўскі сабор) is een orthodox kerkgebouw in de Wit-Russische stad Vitebsk. De kathedraal is de belangrijkste kerk van het diocees Vitebsk van het Wit-Russische exarchaat van de Russisch-orthodoxe Kerk.

## Geschiedenis
De kathedraal werd als Rooms-katholieke kloosterkerk in classicistische stijl gebouwd in de jaren 1806-1821 ter vervanging van een houten kerk uit 1758. Tot het klooster behoorde eveneens een aangrenzend gebouw van twee verdiepingen hoog. Nadat de katholieke kloosterorde in 1831 werd opgeheven, werd het kloostergebouw enige tijd gebruikt als opvanghuis voor weeskinderen, terwijl de kerk voor een langere periode leeg stond. In 1858 werd de kerk ten slotte overgedragen aan de Russisch-orthodoxe kerk. Na de voltooiing van ingrijpende veranderingen aan het gebouw in 1865 werd de kathedraal gewijd aan de Voorspraak van de Moeder Gods. In 1913 werd de kerk opnieuw grondig verbouwd waarbij o.a. het driehoekige timpaan halfrond werd.

## Sovjet-periode
De kerk werd in de jaren 30 op last van de Sovjet-autoriteiten gesloten. De relieken van de beschermheilige van Wit-Rusland, Euphrosyne van Polatsk, werden uit de kerk gehaald en in een tot atheïstische museum verbouwde kerk opgeslagen. Tijdens de Duitse bezetting van de stad werd de kerk van 1941 tot 1944 weer heropend. De kathedraal werd, net als de meeste bebouwing van de stad, door oorlogshandelingen bij de bevrijding bijna volledig verwoest. Van het gebouw resteerden slechts de buitenmuren en de onderste delen van de torens, het dak en de koepel waren volledig ingestort. Na de oorlog bleef de ruïne van de kerk lange tijd staan. In de vroeg jaren 80 bestonden er plannen om de ruïne te ruimen, maar in 1986 volgde toch het besluit om de voormalige kerk te herbouwen. Hiermee werd in 1987 begonnen.

## Heropening
In 1989 besloot de overheid het in aanbouw zijnde gebouw over te dragen aan de orthodoxe kerkgemeenschap. Een eerste eredienst kon worden gevierd op 14 oktober 1990. De voltooiing van de restauratie van de kathedraal vond plaats in 1992. Op 25 september 1998 bracht Alexius II, patriarch van Moskou en heel Rusland, een bezoek aan de kathedraal. Een gedenkplaat aan de gevel herinnert aan deze gebeurtenis. In 2009 bezocht ook de huidige patriarch Kirill de kathedraal.